# Edwin van Bueren
Edwin van Bueren (Schiedam, 4 april 1980) is een voormalig Nederlands profvoetballer, die meestal als centrale verdediger speelde.

## Carrière
Sinds 2000 voetbalde Van Bueren bij Sparta Rotterdam. Tot 2006 leek zijn carrière bij die club voortdurend aan een zijden draadje te hangen. Diverse malen werd hij door trainers zo goed als afgedankt maar heroverde hij toch weer een plaats in de basiself. Hij pendelde daarmee tussen de status van profvoetballer en zijn oorspronkelijke beroep van glazenwasser. Aan die situatie kwam tijdens het seizoen 2006/2007 een einde: Van Bueren ontwikkelde zich tot vaste kracht op het middenveld.
Van Bueren: "Ik weet van mezelf dat ik niet tot de beste voetballers behoor in de Eredivisie en dus moet je zorgen dat wedstrijdinstelling en karakter je kwaliteiten zijn." (Interview met VI)
Die instelling maakt Van Bueren tot een van Sparta's publieksfavorieten. Zijn bijnaam Glazenwasser wordt dan ook regelmatig gescandeerd en voetbalanalist Hugo Borst noemde hem in een column over het elftal van Sparta "mijn enige, echte idool". Ook Sparta-voorzitter Hans van Heelsbergen, die zich doorgaans zelden over voetbaltechnische zaken uitlaat, is een fan: "Van Bueren is een enorm onderschatte speler. Hij heeft een goed overzicht, is balvast en is als het moet negentig minuten lang een bijtertje. Alleen duurt het jaarlijks even voor de trainers dat ook zien." (Interview met AD)
Op 26 december 2006 scoorde Van Bueren tijdens de wedstrijd FC Groningen - Sparta zijn eerste doelpunt. Menig voetbalanalist was lyrisch over de aanval over vier schijven waarvan de goal het resultaat was. Van Bueren zelf nuanceerde de berichtgeving: het was volgens hem niet zijn eerste doelpunt maar zijn tweede. Zijn eerste goal viel enkele weken eerder in de wedstrijd FC Twente - Sparta, toen hij de bal in eigen doel schoot.
In het najaar van 2007 was Van Bueren enige tijd uit de roulatie wegens schildklierproblemen. Na zijn terugkeer had hij moeite zijn oude vorm te hervinden. Zijn positie in de basis van Sparta werd daardoor minder vanzelfsprekend. Toch kwam hij in het betreffende seizoen nog tot 20 officiële wedstrijden. Het volgende seizoen, 2008/2009, was er weer tegenspoed toen Van Bueren tijdens de training zijn enkel brak. Hij miste daardoor het grootste gedeelte van de competitie, maar speelde weer wel in de laatste drie wedstrijden, waarin Sparta zich definitief veilig speelde.
In het seizoen 2009/2010 was Van Bueren, onder de nieuwe trainer Frans Adelaar, geen basisspeler meer. In maart kreeg hij zelfs te horen dat zijn contract niet verlengd zou worden. Enkele dagen later werd dat besluit echter ingetrokken door de nieuwe trainer Aad de Mos, die de ontslagen Adelaar had opgevolgd. Ook De Mos stapte na de degradatie op. Van Bueren trainde vervolgens op proef mee bij de nieuwe trainer Jan Everse. Een contract kreeg hij niet meer, waarna hij overstapte naar zondaghoofdklasser RKSV Leonidas in Rotterdam. Op 10 juni 2012 werd bekend dat Van Bueren voor Zwaluwen Vlaardingen ging spelen. Aan het einde van het seizoen 2014/15 besloot hij zijn contract niet te verlengen bij de Vlaardingers en daarmee te stoppen met voetballen.

## Clubstatistieken
| Club             | Seizoen   | Competitie | Competitie | Beker | Beker | Play-offs | Play-offs | Totaal | Totaal |
| Club             | Seizoen   | Duels      | Goals      | Duels | Goals | Duels     | Goals     | Duels  | Goals  |
| ---------------- | --------- | ---------- | ---------- | ----- | ----- | --------- | --------- | ------ | ------ |
| Sparta Rotterdam | 2002–2003 | 17         | 2          | 0     | 0     | -         | -         | 17     | 2      |
| Sparta Rotterdam | 2003–2004 | 24         | 0          | 5     | 0     | 3         | 0         | 32     | 0      |
| Sparta Rotterdam | 2004–2005 | 24         | 0          | 1     | 0     | 6         | 0         | 31     | 0      |
| Sparta Rotterdam | 2005–2006 | 18         | 0          | 2     | 0     | -         | -         | 20     | 0      |
| Sparta Rotterdam | 2006–2007 | 27         | 1          | 3     | 0     | 2         | 0         | 32     | 1      |
| Sparta Rotterdam | 2007–2008 | 19         | 0          | 1     | 0     | -         | -         | 20     | 0      |
| Sparta Rotterdam | 2008–2009 | 6          | 0          | 1     | 0     | -         | -         | 7      | 0      |
| Sparta Rotterdam | 2009–2010 | 19         | 0          | 1     | 0     | 0         | 0         | 20     | 0      |
| Totalen          | Totalen   | 154        | 3          | 14    | 0     | 11        | 0         | 179    | 3      |